# Ripple (protocole de paiement)
Pour les articles homonymes, voir Ripple.
Ripple est un système de règlement brut en temps réel (RBTR), un marché des changes et un réseau d'envois de fonds par la société Ripple. Aussi appelé le Ripple Transaction Protocol (RTXP) ou protocole Ripple, il est construit sur un protocole internet distribué et open source, un registre de consensus et une monnaie native appelée XRP (ripples). Lancé en 2012, le réseau Ripple vise à permettre des « transactions financières mondiales sécurisées, instantanées et presque gratuites, de toute taille sans rejets de débit ». Il prend en charge n'importe quelle monnaie fiduciaire, crypto-monnaie, commodité ou toute autre unité de valeur tels que miles aériens, minutes mobiles,. À sa base, Ripple repose sur une base de données publique partagée ou registre, qui utilise un processus de consensus permettant des paiements, échanges et envois de fonds dans un processus distribué.
Le réseau est décentralisé et peut fonctionner sans l'entreprise Ripple, il ne peut pas être fermé. Parmi les validateurs figurent des entreprises, des fournisseurs d'accès Internet et le Massachusetts Institute of Technology,.
Utilisé par des entreprises telles que UniCredit, UBS ou Santander, le protocole Ripple est de plus en plus adopté par les banques et les réseaux de paiement comme technologie d'infrastructure de règlement, avec American Banker expliquant que « du point de vue des banques, les registres distribués comme le système Ripple ont un certain nombre d'avantages par rapport aux crypto-monnaies comme bitcoin », y compris le prix et la sécurité. En France, le Crédit Agricole est la première banque à avoir annoncé qu'elle allait utiliser la blockchain Ripple. Dans un premier temps, la technologie sera testée sur une durée de six mois pour les transferts des salaires des clients de la banque qui vivent en France, travaillent en Suisse et perçoivent donc leur paye en francs suisses,. En décembre 2020, Ripple Labs et deux de ses dirigeants sont poursuivis par la Commission des valeurs mobilières des États-Unis (SEC) pour avoir vendu des jetons XRP, que la SEC a classés comme des titres non enregistrés.

## Histoire

### Début du développement (2004 à 2012)
Le prédécesseur du protocole de paiement Ripple, « Ripplepay », est développé en 2004 par le développeur Web Ryan Fugger,, à Vancouver. Son travail sur un système d'échange local à Vancouver l'inspire dans la création d'un système monétaire qui serait décentralisé et pourrait permettre aux individus et aux communautés de créer leur propre monnaie de façon efficace. La première itération de ce système, RipplePay.com, apparait en 2005 comme un service financier pour fournir des options de paiement sécurisées aux membres d'une communauté en ligne via un réseau mondial,.
Cela a amené à la conception d'un nouveau système par Jed McCaleb du réseau « eDonkey », qui a été conçu et construit par Arthur Britto et David Schwartz[pas clair]. En mai 2011, ils[Qui ?] commencent à développer un système de monnaie numérique dans lequel les transactions sont vérifiées par consensus entre les membres du réseau, plutôt que par le processus de minage utilisé par bitcoin, qui repose sur des registres chaîne de blocs. Cette nouvelle version du système Ripple visait à éliminer le recours aux échanges centralisés de bitcoin, utiliser moins d'électricité que bitcoin et effectuer des transactions beaucoup plus rapidement que bitcoin.
Chris Larsen, qui avait auparavant fondé les sociétés de services de prêt E-Loan et Prosper, rejoint l'équipe en août 2012. Ensemble McCaleb et Larsen approchent Ryan Fugger avec leur idée de monnaie numérique. Après des discussions avec des membres de longue date de la communauté Ripple, Fugger remis les rênes[pas clair]. En septembre 2012, l'équipe co-fonde la société OpenCoin, ou OpenCoin Inc,.

### OpenCoin et Ripple Labs (2012 à 2013)
La société nouvellement créée, OpenCoin, démarre le développement d'un nouveau protocole de paiement appelé le Ripple Transaction Protocol (RTXP) basé sur des concepts de Ryan Fugger. Le protocole Ripple permet le transfert direct et instantané d'argent entre deux parties. En tant que tel, le protocole peut contourner les frais et délais d'attente du système de correspondance bancaire traditionnel,, et tout type de devise peut y être échangée, y compris le dollar américain, l'euro, le yuan, le yen, l'or, le Mile (transport aérien), et le roupie. Pour maintenir la sécurité du protocole, OpenCoin programme Ripple pour s'appuyer sur un registre commun « géré par un réseau de serveurs de validation indépendants qui comparent constamment leurs relevés de transactions ». Les serveurs peuvent appartenir à n'importe qui, y compris les banques ou les teneurs de marché. La société crée également sa propre forme de monnaie numérique baptisée « XRP » d'une manière similaire à bitcoin, en utilisant celle-ci pour permettre aux institutions financières de transférer de l'argent avec des frais et temps d'attente négligeables.
Parmi les premiers investisseurs d'OpenCoin figurent Andreessen Horowitz et Google Ventures. Le 1er juillet 2013, XRP Fund II, LLC (maintenant appelé XRP II) est constituée en tant que filiale en propriété exclusive d'OpenCoin, et dont le siège se trouve en Caroline du Sud. Le lendemain, Ripple annonce sa liaison des protocoles bitcoin et ripple via le pont bitcoin. Ce dernier permet aux utilisateurs Ripple d'envoyer un paiement dans toutes les devises à une adresse bitcoin,. Ripple développe aussi des partenariats précoces avec des entreprises telles que ZipZap.
Le 26 septembre 2013, OpenCoin Inc. change son nom pour Ripple Labs Inc., avec Chris Larsen demeurant directeur général. Le même jour, l'implémentation de référence client et serveur de Ripple deviennent logiciel libre, publiée en open source selon les termes de la licence ISC[pas clair]. Ripple Labs continue d'être le principal contributeur de code au système de vérification de consensus derrière Ripple, qui peut « intégrer les réseaux existants des banques ». En octobre 2013, Ripple approfondit son partenariat avec ZipZap, la relation est qualifiée de menace pour Western Union dans la presse.

### Adoption bancaire (2014-2020)
En 2014, Ripple Labs est impliqué dans plusieurs projets de développement liés au protocole, rendant par exemple disponible une application client iOS pour iPhone permettant aux utilisateurs d'iPhone d'envoyer et recevoir toute devise via leur téléphone,,. Cette application client Ripple n'existe plus[Quand ?]. En juillet 2014, Ripple Labs proposé « Codius », un projet visant à développer un nouveau système de contrats intelligents « agnostique en matière de langage de programmation ».
En 2013, le protocole est adopté par plusieurs institutions financières pour « [offrir] une option d'envois de fonds alternative » aux consommateurs. Ripple permet ainsi les paiements transfrontaliers pour les clients particuliers, les entreprises et les banques. La première banque à utiliser Ripple est la Fidor Bank à Munich, qui annonce le partenariat au début de l'année 2014. En septembre de la même année, la banque Cross River, basée au New Jersey, et la banque CBW, basée au Kansas, annoncent qu'elles utiliseraient le protocole Ripple.
En décembre 2014 Ripple Labs commence à travailler avec le service global de paiement Earthport, combinant le logiciel Ripple avec le système de services de paiement d'Earthport. Les clients d'Earthport comprennent notamment Bank of America et HSBC. Earthport est alors présent dans 65 pays. Ce partenariat marque la première utilisation réseau du protocole Ripple. En décembre 2014, le XRP augmente de plus de 200 %. Il dépasse ainsi le litecoin pour prendre la place de deuxième crypto-monnaie en termes de capitalisation. La capitalisation du Ripple environne alors le demi-milliard d'USD.
En février 2015, la Fidor Bank annonce qu'elle utiliserait le protocole Ripple pour mettre en œuvre un nouveau réseau de transfert d'argent international en temps réel. En avril 2015, Western Union annonce avoir l'intention d'essayer Ripple. Fin de mai 2015, la Commonwealth Bank of Australia annonce vouloir essayer Ripple pour ses transferts interbancaires.
Le 5 mai 2015, le FinCEN inflige une amende à Ripple Labs et XRP II de 700 000 $ pour violation de la loi sur le secret bancaire, sur la base des ajouts du Financial Crimes Enforcement Network à la loi en 2013. Ripple Labs convient alors de mesures correctives pour assurer la conformité future, qui comprennent un accord permettant l'échange du XRP et l'activité « Ripple Trade » seulement par entreprises de services monétaires enregistrés (MSB), entre autres accords était l'amélioration du protocole Ripple[pas clair]. Ces mesures ne changent pas le protocole lui-même, mais ajoutent une surveillance anti-blanchiment des transactions sur le réseau et améliore l'analyse des transactions.
Les années 2015 et 2016 marquent l’expansion de l'entreprise avec l'ouverture en avril 2015 de bureaux à Sydney, puis à Londres en mars 2016 et au Luxembourg en juin 2016.
De nombreuses entreprises annoncent par la suite des expérimentations ou des intégrations avec Ripple:
| Partenariats connus publiquement      | Accenture • Akbank • ATB Financial • Axis Bank • Banco Bilbao Vizcaya Argentaria (BBVA) • BMO Financial Group • Cambridge Global Payments • Canadian Imperial Bank of Commerce (CIBC) • CBW Bank • CGI • Cross River Bank • Davis + Henderson (D+H) • Deloitte • Earthport • Expertus • eZforex • Fidor Bank • Mitsubishi UFJ Financial Group (MUFG) • Mizuho Financial Group (MHFG) • National Australia Bank (NAB) • National Bank of Abu Dhabi (NBAD) • ReiseBank • Royal Bank of Canada (RBC) • Santander • SBI Holdings • SBI Remit • Shanghai Huarui Bank (SHRB) • Siam Commercial Bank (SCB) • Skandinaviska Enskilda Banken AB (SEB) • Standard Chartered • Star One Credit Union • Tas Group • Temenos Group • UBS • UniCredit Group • Volante Technologies • Westpac Banking Corp • Yantra Financial Technologies • Yes Bank |
| Expérimentations connues publiquement | Aeon Bank • Aomori Bank • Ashikaga Bank • Australia and New Zealand Banking Group (ANZ) • Awa Bank • Banque d'Angleterre • Bank of the Ryukyus • Bank of Yokohama • Chiba Bank • Chugoku Bank • Commonwealth Bank of Australia • Crédit Agricole • Daiwa Next Bank • DBS Group Holdings • Fukui Bank • Gunma Bank • Hachijuni Bank • Hiroshima Bank • Hokuriku Bank • Hyakugo Bank • Iyo Bank • Juroku Bank • Keiyo Bank • Michinoku Bank • Mizuho Financial Group • Musashino Bank • Nishi-Nippon City Bank • North Pacific Bank • Oita Bank • Orix Bank Corporation • Resona Bank • Royal Bank of Scotland (RBS) • San-in Godo Bank • SAP • SBI Sumishin Net Bank • Senshu Ikeda Bank • Seven Bank • Shimizu Bank • Shinkin Central Bank • Shinsei Bank • Sikoku Bank • Sony Bank • Sumitomo Mitsui Trust Bank • Suruga Bank • The 77 Bank • The Daishi Bank • The Nomura Trust & Banking Co. • Tochigi Bank • Toho Bank • Tokyo Star Bank • Tsukuba Bank • Western Union • Yachiyo Bank • Yamagata Bank • Yamaguchi Bank |

Le 13 juin 2016, Ripple obtient une licence de monnaie virtuelle du département d'État des services financiers de New York, devenant ainsi la quatrième entreprise avec une « BitLicense ».
Le 19 août 2016, SBI Ripple Asie annonce la création d'un consortium bancaire japonais dans un nouveau réseau utilisant la technologie de Ripple pour les paiements et le règlement. Le consortium est officiellement lancé le 25 octobre 2016 avec 42 banques membres. En date de juillet 2017, 61 banques japonaises l'avaient rejoint, représentant plus de 80 % du total des actifs bancaires au Japon.
Le 23 septembre 2016, Ripple annonce la création du premier groupe interbancaire pour des paiements globaux basé sur la technologie financière distribuée. En avril 2017, les membres du réseau connu sous le nom de Global Payments Steering Group (GPSG) sont Bank of America Merrill Lynch, Canadian Imperial Bank of Commerce, Mitsubishi UFJ Financial Group, Royal Bank of Canada, Santander, Standard Chartered, UniCredit et Westpac Banking Corporation. Le groupe « supervisera la création et le maintien des règles de transaction de paiement Ripple, les normes formalisées pour l'activité utilisant Ripple, et d'autres actions visant à soutenir la mise en œuvre des capacités de paiement Ripple ».

### Démêlés judiciaires avec la SEC (depuis 2020)
En décembre 2020, la Securities and Exchange Commission (SEC) assigne en justice Ripple. Le régulateur américain considère que la levée de fonds de 2020, pour 1,3 milliard de dollars, via des ventes de token XRP, ne respecte pas la loi sur les valeurs mobilières.
En juillet 2023, une juge américaine exempte en partie la cryptomonnaie XRP de son statut d'actif financier, lui permettant d'échapper à la supervision de la SEC. La semaine suivant ce jugement, le cours du XRP augmente de 73%. L'institution fait appel de cette décision.
En 2024, Ripple a déjà créé des partenariats avec plus de 2500 banques dans le monde et est pret à lancer son propre stablecoin, le RLUSD (RealUSD, ou RippleUSD).

## Caractéristiques du protocole Ripple

### Concept
Le site Web de Ripple décrit le protocole open source comme « technologie d'infrastructure de base pour les transactions interbancaires – un outil neutre pour les institutions financières et systèmes ». Le protocole permet aux banques et sociétés de services financiers non bancaires d'intégrer le protocole Ripple dans leurs propres systèmes, et ainsi permettre à leurs clients d'utiliser le service. Actuellement, Ripple nécessite deux parties pour qu'une transaction se produise : premièrement, une institution financière réglementée « détient les fonds et émet des soldes pour le compte de clients ». Deuxièmement, les « teneurs de marché », tels que les fonds spéculatifs ou des bureaux d'échange de devises fournissent de la liquidité dans la devise qu'ils veulent échanger. À sa base, Ripple repose sur une base de données publique partagée ou registre qui a son contenu décidé par consensus. En plus des soldes, le registre contient des informations sur les offres d'achat ou de vente de devises et d'actifs, créant ainsi le premier échange distribué. Le processus de consensus permet des paiements, échanges et l'envoi de fonds dans un processus distribué. Selon le CGAP en 2015, « Ripple fait pour les paiements ce que SMTP a fait pour le courrier électronique, qui est de permettre aux systèmes de différentes institutions financières de communiquer directement ».
Dans Ripple, les utilisateurs effectuent des paiements entre eux à l'aide de transactions cryptographiques signées, libellées soit dans des monnaies fiduciaires soit dans la monnaie interne de Ripple (XRP). Pour les opérations libellées en XRP, Ripple peut faire usage de son registre interne alors que pour les paiements libellés dans les autres actifs, le registre Ripple enregistre uniquement les sommes dues, avec les actifs représentés comme des titres de créance. Comme à l'origine Ripple ne conservait d'enregistrements que dans son registre et n'a aucun pouvoir d'exécution dans le monde réel, la confiance était nécessaire [pas clair]. Cependant, Ripple est maintenant intégré avec différents protocoles de vérification de l'utilisateur et services bancaires. Les utilisateurs doivent spécifier en quels autres utilisateurs ils ont confiance et pour quel montant. Quand un paiement non-XRP est fait entre deux utilisateurs qui se font confiance l'un à l'autre, le solde de la ligne de crédit mutuelle est ajusté, dans les limites fixées par chaque utilisateur. Pour envoyer des actifs entre des utilisateurs qui n'ont pas directement établi une relation de confiance, le système essaie de trouver un chemin entre les deux utilisateurs de telle façon que chaque maillon de la voie soit entre deux utilisateurs qui disposent d'une relation de confiance. Tous les soldes le long du chemin sont ensuite ajustés simultanément et atomiquement. Ce mécanisme effectuant des paiements à travers un réseau de partenaires de confiance est nommé « rippling ». Il a des similitudes avec le système séculaire hawala.

### Passerelles
Une passerelle est toute personne ou organisation qui permet aux utilisateurs de mettre et retirer de l'argent de la réserve de liquidité de Ripple. Une passerelle accepte les dépôts en devises des utilisateurs et émet des soldes dans le registre distribué de Ripple. En outre, les passerelles remboursent les soldes du registre contre les dépôts qu'elles détiennent lorsque l'argent est retiré. Dans la pratique, les passerelles sont similaires aux banques, mais elles partagent un registre global connu sous le nom de protocole Ripple. Selon le type et le degré d'interaction entre un utilisateur et une passerelle, cette dernière peut avoir des règles contre le blanchiment d'argent (AML) ou de connaissance du client (KYC) nécessitant une vérification d'identité, d'adresse, nationalité, etc. Ces politiques visent à prévenir les activités criminelles. Les passerelles populaires en 2017 incluent Bitstamp, Gatehub, Ripple Fox, Tokyo JPY, Mr. Ripple, RippleChina et The Rock Trading.

#### Lignes de confiance etrippling
Les utilisateurs doivent « étendre la confiance » à la passerelle Ripple qui détient leur dépôt. Cette création manuelle d'une ligne de confiance indique au réseau Ripple que l'utilisateur est à l'aise avec le risque de contrepartie de la passerelle. De plus, l'utilisateur doit définir une limite quantitative à cette confiance et créer une limite similaire pour chaque monnaie en dépôt sur cette passerelle. Par exemple, si un utilisateur dépose 50 $ et 2,00 BTC sur Rock Trading, l'utilisateur devra accorder une confiance d'au moins autant dans les deux monnaies à la passerelle pour que les fonds soient disponibles dans le réseau Ripple. Lorsqu'un utilisateur a autorisé plusieurs passerelles dans la même devise, il existe une option avancée pour permettre le « rippling », qui soumet le solde de l'utilisateur dans cette monnaie à basculer (ou ripple) entre les passerelles. Bien que leur solde total ne change pas, les utilisateurs gagnent une petite taxe de transit pour fournir de la liquidité inter-passerelle.

#### Solvabilité
Pour les mêmes raisons que durant l'ère des banques libres aux États-Unis, la valeur d'une monnaie peut varier significativement en fonction de la solvabilité d'une passerelle. Une association professionnelle à but non lucratif, l'International Ripple Business Association (IRBA), fournit des procédures unifiées et les normes de divulgation pour les passerelles,,. En juin 2015, quinze entreprises ont atteint ou dépassé les normes IRBA,.

### Registre de consensus
Ripple repose sur un registre commun partagé, qui est une base de données stockant des informations sur tous les comptes Ripple. Le réseau est « géré par un réseau de serveurs de validation indépendants qui comparent constamment leurs relevés de transactions ». Les serveurs pourraient appartenir à tout le monde, y compris les banques ou les teneurs de marché. Bien qu'étant un logiciel gratuit, Ripple Labs continue à développer et à promouvoir le protocole Ripple qui confirme les transactions financières via un réseau de serveurs distribués. Ripple Labs aide actuellement les banques dans l'intégration au réseau Ripple. Un nouveau registre est créé toutes les quelques secondes, et le dernier registre fermé est un enregistrement parfait de tous les comptes Ripple tel que déterminé par le réseau de serveurs. Une transaction est tout changement proposé au registre et peut être introduite par tout serveur au réseau. Les serveurs tentent de parvenir à un consensus sur une série de transactions à appliquer au registre, créant un nouveau « dernier registre fermé ».
Le processus de consensus est distribué, et l'objectif du consensus est pour chaque serveur d'appliquer le même ensemble de transactions au registre actuel. Les serveurs reçoivent continuellement des transactions à partir d'autres serveurs sur le réseau, et un serveur détermine les transactions à appliquer selon qu'une transaction provient d'un nœud spécifié dans la « liste de nœud unique » ou UNL [réf. incomplète]. Les transactions qui sont approuvées par une « majorité qualifiée » de pairs sont considérées comme validées. Si la majorité qualifiée n'est pas dans le consensus, « cela implique que le volume des transactions était trop élevé ou la latence réseau trop importante pour que le processus de consensus produise des propositions cohérentes », puis le processus de consensus est de nouveau tenté par les nœuds. Chaque tour de consensus réduit le désaccord, jusqu'à ce que la majorité qualifiée soit atteinte. Le résultat attendu de ce processus est que les transactions litigieuses sont ignorées des propositions tandis que les transactions largement acceptées sont incluses. Alors que les utilisateurs peuvent assembler leurs propres nœuds UNL et avoir le plein contrôle sur les nœuds en qui ils ont confiance, Ripple Labs reconnaît que la plupart des gens vont utiliser l'UNL par défaut fournie par leur client [réf. incomplète].

#### Sécurité du registre
Début 2014, une entreprise rivale appelée la Fondation Stellar connait une panne réseau. La société demande à David Mazieres, directeur scientifique de Stellar et chef du groupe « informatique sécurisée » à l'université Stanford, de procéder à un examen du système de consensus Stellar, qui était similaire à celui de Ripple. Mazieres déclare le système Stellar peu susceptible d'être en sécurité lors de l'utilisation avec « plus d'un nœud de validation », en faisant valoir que lorsque le consensus n'est pas atteint, une bifurcation de registre se produit avec des parties du réseau en désaccord sur les transactions acceptées. La Fondation Stellar prétend alors qu'il y a une « faiblesse innée » dans le processus de consensus, une affirmation que, selon Finance Magnates, « Ripple a nié avec véhémence ». Le cryptographe en chef de Ripple, David Schwartz conteste les conclusions de Mazieres et déclare l'implémentation du système de consensus par Stellar défaillante, notant que « le protocole assure la sécurité et la tolérance aux pannes en supposant que les validateurs soient configurés correctement ». La compagnie écrit également que, après examen des informations de Stellar, elle avait conclu « qu'il n'y a pas de menace pour l'exploitation continue du réseau Ripple ».

### Utilisation comme système de paiement et échange de devises
Ripple permet aux utilisateurs ou aux entreprises d'effectuer des transactions croisées de devises en trois à cinq secondes. Tous les comptes et transactions sont sécurisés par chiffrement et algorithmiquement vérifiés. Les paiements ne peuvent être autorisés que par le titulaire du compte et tous les paiements sont traités automatiquement sans tiers ou intermédiaires. Ripple valide les comptes et soldes instantanément pour la transmission de paiement et fournit une notification de paiement avec très peu de latence (en quelques secondes). Les paiements sont irréversibles, et il n'y a pas de rejets de débit. Les XRP ne peuvent pas être gelés ou saisis. Alors qu'en 2014 quiconque pouvait ouvrir un compte sur Ripple, en 2015 des procédures de vérification d'identité sont mises en œuvre. L'algorithme d'orientation de Ripple recherche le chemin le plus rapide et le moins coûteux entre deux devises. Dans le cas d'un utilisateur qui veut envoyer un paiement de USD vers EUR, cela pourrait être un chemin « un saut » directement à partir de USD vers EUR, ou cela pourrait être une voie à plusieurs sauts, peut-être à partir de USD vers CAD vers XRP à EUR. L'algorithme d'orientation est conçu pour rechercher le meilleur coût de conversion pour l'utilisateur. Au 14 mai 2014, les passerelles de Ripple permettent des dépôts dans un nombre limité de monnaies fiduciaires (USD, EUR, MXN, NZD, GBP, NOK, JPY, CAD, CHF, CNY, AUD), une poignée de crypto-monnaies (BTC, XRP, LTC, NMC, NXT, PPC, XVN, SLL) et quelques matières premières (or, argent, platine),,.

#### Le pont bitcoin
Le pont bitcoin est un lien entre les écosystèmes Ripple et bitcoin. Le pont permet de payer n'importe quel utilisateur bitcoin directement d'un compte Ripple sans jamais avoir à posséder de cette monnaie numérique. En outre, tout commerçant qui accepte les bitcoins a maintenant le potentiel d'accepter n'importe quelle monnaie dans le monde. Par exemple, un utilisateur de Ripple peut préférer garder une somme en dollars américains et ne pas posséder de bitcoin. Un commerçant peut toutefois désirer un paiement en bitcoin. Le pont bitcoin permet à tout utilisateur de Ripple d'envoyer des bitcoins sans avoir à utiliser un centre d'échange comme BTC-e pour les acquérir,.

### Vie privée
Bien que les informations de transaction sur le registre soient publiques, les informations de paiement ne le sont pas. Il est ainsi difficile pour quiconque d'associer des informations de transaction avec un utilisateur ou une entreprise spécifique.

### Fonction des animateurs de marché
Tout utilisateur de Ripple peut agir comme un animateur de marché en offrant un service d'arbitrage tel que fourniture de liquidité au marché, conversion de devises intra-passerelle, rippling, etc. Les teneurs de marché peuvent également être des fonds spéculatifs ou des bureaux d'échange de devises. Selon le site Ripple, « en maintenant des soldes dans plusieurs devises et la connexion à plusieurs passerelles, les teneurs de marché facilitent les paiements entre les utilisateurs où aucune confiance directe n'existe, permettant ainsi des échanges au travers des passerelles ». Avec un nombre suffisant d'animateurs de marché, l'algorithme d'orientation crée un marché presque sans friction et permet les paiements entre utilisateurs de façon transparente via le réseau dans différentes devises, sans assumer aucun risque de change indésirable.
Beaucoup de ces services sont offerts par une plate-forme traditionnelle d'offres pour acheter ou vendre une devise contre une autre devise. Les Prix bid et les Prix ask sont regroupés en carnet d'ordres, pour créer un échange décentralisé. Les utilisateurs peuvent effectuer des transactions avec des animateurs de marché pour échanger ou convertir des devises[citation nécessaire]. L'algorithme d'orientation de Ripple exploite cette fonctionnalité en permettant aux utilisateurs d'envoyer de l'argent dans une devise et aux destinataires de recevoir cette somme dans une autre devise. Par exemple, un utilisateur peut payer en USD et le destinataire peut choisir de recevoir la somme dans une autre monnaie, y compris bitcoins et XRP.

### Interface de programmation ouverte
Ripple Labs a construit le protocole pour être facile d'accès pour la communauté des développeurs, et les caractéristiques résultantes comprennent une API pour son réseau de paiement, basée sur le célèbre standard REST. Une des premières extensions par des développeurs tiers était une extension Ripple à la plate-forme e-commerce Magento, qui permet à Magento de consulter le registre public Ripple et créer une facture. Il y a aussi eu une option de paiement par portefeuille Ripple développée pour les situations de détail.

## Caractéristiques du XRP
Les XRP sont la devise native du réseau Ripple qui existe seulement dans le système Ripple. Les XRP sont divisibles à six décimales, et la plus petite unité est appelée une goutte avec un million de gouttes équivalant à 1 XRP. Cent milliards de XRP sont créés lors de la genèse de Ripple, plus aucun ne peut être créé selon les règles du protocole. Le système est conçu de sorte que les XRP soient un actif rare avec diminution de la quantité disponible. Non dépendant d'une tierce partie aux fins d'échange, le XRP est la seule monnaie dans le réseau Ripple ne comportant pas de risque de contrepartie et il est le seul actif numérique natif. Les autres devises du réseau Ripple sont des instruments de dette (c'est-à-dire au passif), et existent sous la forme de soldes. Les utilisateurs du réseau Ripple ne sont pas tenus d'utiliser les XRP comme une réserve de valeur ou un moyen d'échange. Chaque compte Ripple nécessite, cependant, d'avoir une petite réserve de 20 XRP (0,16 $ en date du 3 octobre 2016) afin de luter contre les comptes spam.

### Distribution
Sur les 100 milliards créés, 20 milliards de XRP sont retenus par les créateurs et fondateurs de Ripple Labs. Ces derniers allouent les 80 % restants du total à Ripple Labs. Ces XRP sont destinés à « inciter les animateurs de marché à accroître la liquidité XRP et renforcer la santé globale des marchés XRP »,. En 2013, Ripple Labs anime un programme de distribution, d'une courte durée, de moins de 200 millions de XRP (0,2 % de l'ensemble XRP). Une partie de cette somme est donnée à des organismes de bienfaisance tels que la Computing for Good initiative, qui offre des XRP en échange de temps volontaire sur des projets de recherche.
En mars 2015, 67 % des 80 % originels que possédait Ripple Labs étaient encore retenus par la société, avec Ripple Labs déclarant que « nous nous engagerons dans des stratégies de distribution que nous prévoyons se traduire par un taux de change XRP stable ou en renforcement par rapport aux autres monnaies ». En mai 2017, pour apaiser les préoccupations concernant l'offre XRP, Ripple s’est engagé à placer 55 milliards de XRP (88 % de ses avoirs XRP) sous séquestre cryptographiquement sécurisé. Cela leur permettra d'utiliser jusqu'à un milliard mensuellement et retourner tout ce qui n'est pas utilisé chaque mois à la fin du séquestre sous la forme d'un contrat d'un mois supplémentaire, recommençant ainsi le processus,. La quantité de XRP distribué et leur mouvement peut être tracé à travers le site Ripple Charts.

### Fonction de pont monétaire
L'une des fonctions spécifiques des XRP est de constituer un pont monétaire, utilisable si aucun échange direct n'est disponible entre deux monnaies à un moment précis. Par exemple lors de transactions entre deux paires de devises rarement négociées. Dans le bureau de change du réseau, les XRP sont échangés librement contre d'autres devises, et leur prix de marché fluctue contre des dollars, euros, yens, bitcoin, etc. La conception de Ripple est centrée autour des fonctions de bureau de change et RBTR distribué. Le XRP n'est pas vu comme une monnaie alternative. En avril 2015, Ripple Labs annonce qu'une nouvelle fonctionnalité appelée « autobridging » avait été ajoutée à Ripple, avec l'intention de faciliter, pour les animateurs de marché, les transactions entre des paires de devises rarement négociées. La fonction est également destinée à exposer davantage le réseau à la liquidité et à des meilleurs taux de change.

### Fonction anti-spam
Lorsqu'un utilisateur effectue une opération financière dans une devise non-native, Ripple facture des frais de transaction. Le but des frais de transaction est de protéger contre les attaques de flood réseaux en rendant les attaques trop onéreuses pour des pirates. Si Ripple était complètement libre d'accès, des adversaires pourraient diffuser de grandes quantités de « spam registre » (c.-à-d. de faux comptes) et des transactions pourriels (c.-à-d. de fausses transactions) dans une tentative de surcharger le réseau. Cela pourrait entraîner un agrandissement ingérable de la taille du registre et interférer avec la capacité du réseau à régler rapidement les transactions légitimes. Ainsi, pour s'engager dans un échange, chaque compte Ripple nécessite d'avoir une petite réserve de 20 XRP, (0,16 $ en date du 3 octobre 2016), et des frais de transaction à partir de 0,00001 XRP (0,000 000 08 $ en date du 3 octobre 2016) doivent être dépensés pour chaque transaction. Ces frais de transaction ne sont recueillis par personne ; les XRP sont détruits et cessent d'exister. La taxe de transaction augmente si l'utilisateur poste des ordres à un taux énorme (plusieurs milliers par minute), et se rétablit après une période d'inactivité.

## Réception et critiques

### Protocole Ripple
Depuis ses débuts, le protocole Ripple bénéficie d'une couverture importante dans la presse financière et grand public. En 2015, Ripple est mentionné dans des articles sectoriels par Nielsen, le Bulletin trimestriel de la Banque d'Angleterre, NACHA, et KPMG, avec de nombreux articles examinant l'effet de Ripple sur l'internationalisation du secteur bancaire[réf. nécessaire]. En avril 2015, American Banker affirme que « du point de vue des banques, les registres distribués comme le système Ripple ont un certain nombre d'avantages par rapport aux crypto-monnaies comme bitcoin », y compris la sécurité. La Federal Reserve Bank of Boston écrit : « l'adoption de réseaux distribués, tels que Ripple, peut aider l'industrie [bancaire] à réaliser un traitement plus rapide, ainsi que des gains d'efficacité pour les paiements internationaux et la correspondance bancaire »[réf. nécessaire]. Écrivant pour Esquire sur Ripple en tant que réseau de paiement en 2013, Ken Kurson déclare que « les grandes enseignes de services financiers doivent percevoir Ripple de la façon dont les maisons de disques percevaient Napster ». Le site du New York Times, Dealbook souligne en 2014 que « [Ripple] est en train de gagner quelque chose qui s'est jusque-là avéré insaisissable pour les monnaies virtuelles : l'implication de plusieurs acteurs majeurs du système financier ». En août 2015, Ripple est récompensé comme « pionnier technologique » par le Forum économique mondial.

### Comparaisons à la concurrence
Bien que Ripple ait la troisième capitalisation, derrière Ethereum et bitcoin, plusieurs titres de presse décrivent Ripple comme un rival en ordre de marche face à bitcoin. Fin 2014, Bloomberg appele bitcoin une monnaie numérique en « échec », après que la monnaie bitcoin eut chuté de 54 % en valeur en un an. Ripple est décrit comme un concurrent important, en partie en raison de sa capacité de transfert monétaire international en temps réel. Bill Gates appuie cette perspective et mentionne le système Ripple lorsque interrogé sur bitcoin en 2014. Il déclare que « Le bitcoin ou le Ripple et les autres variantes peuvent faire beaucoup pour rendre le transfert d'argent entre pays plus facile et baisser les frais de façon assez spectaculaire. Mais bitcoin ne sera pas le système dominant ». Sur la compatibilité de Ripple avec n'importe quel support de valeur électronique, le vice-président de la Réserve fédérale de Saint-Louis et professeur à l'université Simon Fraser, David Andolfatto, déclare en 2014 : « Ripple est un protocole de monnaie agnostique. Ripple est le gagnant. Il peut tout traiter ». Pour sa création et le développement du protocole Ripple (RTXP) et du réseau de paiement/échange Ripple, le Massachusetts Institute of Technology (MIT) reconnait Ripple Labs comme l'une des 50 sociétés les plus intelligentes de 2014 dans l'édition de février 2014 du MIT Technology Review.

### Cryptomonnaie XRP
La réaction aux XRP est polarisée dans la communauté des crypto-monnaies. Les partisans de bitcoin critiquent les XRP pour être « pré-minés », les XRP étant directement intégrés au sein du protocole Ripple et ne nécessitant pas de minage. De plus, la distribution par Ripple Labs d'un montant initial limité de devise XRP a suscité un bon nombre de controverse, et en particulier la retenue de 20 % par les fondateurs est considérée comme un pourcentage élevé. Le magazine Esquire contre-argumente en 2013 que « si cela est déviant, alors il en est de même de toute entreprise qui soit jamais entrée en bourse tout en conservant la plus grande partie de ses actions ». Une grande partie de la controverse est réglée après l'annonce que les fondateurs Jed McCaleb et Arthur Britto vendraient leurs XRP à un taux de médiation sur plusieurs années, « une mesure qui devrait accroître la stabilité et restaurer la confiance sur le marché XRP ». Le directeur général Chris Larsen à son tour fait don de 7 milliards de XRP à la fondation Ripple pour l'innovation financière, les XRP étant « bloqués » et donnés au fil du temps. En 2016, sur les 20 % initialement alloués aux fondateurs, près de la moitié avait été reversée à des organismes à but non lucratif et caritatifs,,.

## Autres ressources
- (en) « Ripple Could Make Bitcoin Great (or Destroy It) », Motherboard, 23 janvier 2013
- (en) « Ripple Labs Unveils Proposal for New Smart Contract System », CoinDesk,‎ 21 juillet 2014 (lire en ligne)
- (en) « Isn't one Internet enough? », Fortune Magazine,‎ 22 août 2014 (lire en ligne)